# Französische Rugby-Union-Meisterschaft 1902/03
Die Saison 1902/03 war die zwölfte Austragung der französischen Rugby-Union-Meisterschaft (französisch Championnat de France de rugby à XV), der heutigen Top 14.
Nach einer Vorrunde spielten die besten Mannschaften in K.-o.-Runden gegeneinander. Im Endspiel, das am 26. April 1903 in an der Prairie des Filtres in Toulouse stattfand, trafen die beiden Halbfinalsieger aufeinander und spielten um den Bouclier de Brennus. Dabei setzte sich Stade Français gegen SOE Toulouse durch und errang zum sechsten Mal den Meistertitel.

## Vorrunde
Die Detailergebnisse sind nicht bekannt.

## Viertelfinale

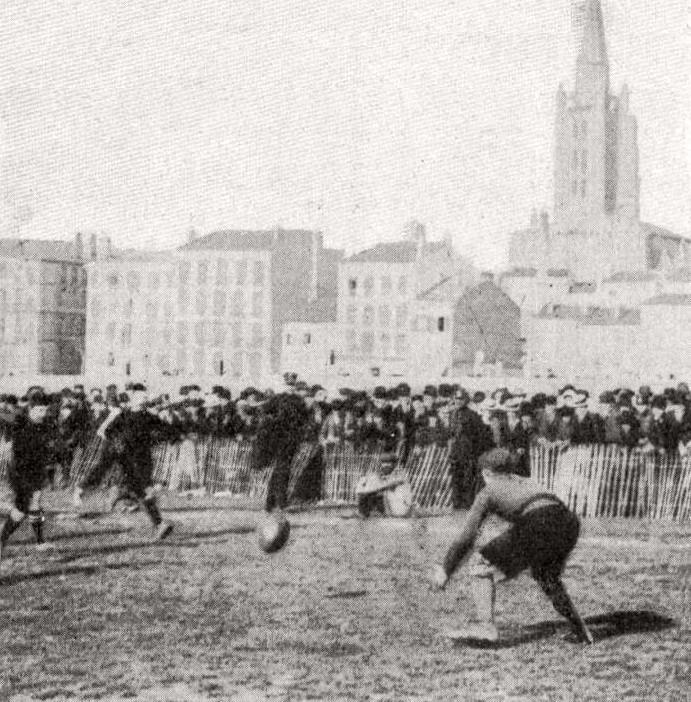
Spielszene im Finale

| Datum         | Begegnung                         | Ergebnis |
| ------------- | --------------------------------- | -------- |
| 1. März 1903  | SOE Toulouse – Stade Bordelais    | 8:3      |
| 8. März 1903  | Le Havre AC – Vélo Sport Chartres | 9:0      |
| 22. März 1903 | FC Lyon – FC Grenoble             | 6:0      |

## Halbfinale
| Datum         | Begegnung                    | Ergebnis |
| ------------- | ---------------------------- | -------- |
| 29. März 1903 | SOE Toulouse – FC Lyon       | 03:0     |
| 5. Apr. 1903  | Stade Français – Le Havre AC | 14:0     |

## Finale
| 26. April 1903 | Stade Français                                             | 16 : 8         | SOE Toulouse                                 | Prairie des Filtres, Toulouse Zuschauer: 5.000 Schiedsrichter: Robert Coulon |
| 26. April 1903 | Versuche: Lesieur Ancona Jérôme Amand Erhöhungen: Muhr (2) | (11:0) Bericht | Versuche: Fischer Fabregat Erhöhungen: Pujol | Prairie des Filtres, Toulouse Zuschauer: 5.000 Schiedsrichter: Robert Coulon |

Aufstellungen
Stade Français: Henri Amand, Fernando Ancona, M. Barbe, Charles Beaurin, Guillaume Beaurin, M. Cheno, Stuart Forsyth, Pierre Gaudermen, R. Holbert, Georges Jérôme, Émile Lesieur, Allan Muhr, G. Poirier, Pierre Rousseau, Raoul Saulnier
SOE Toulouse: Arrascle, Albert Bongras, Paul Bordreuil, Bories, Albert Cuillé, Auguste Fabregat, Joannes Fischer, Denis Gaubain, Camille Herbray, G. Huggins, François Jacoubet, Jean Lagaillarde, Georges Merle, Picart, Augustin Pujol